# 巴西錦魚
巴西錦魚，為輻鰭魚綱鱸形目隆頭魚亞目隆頭魚科的其中一種，分布於西大西洋的巴西海域，棲息深度0-60公尺，體長可達13.3公分，棲息在礁石區海域，生活習性不明，可作為觀賞魚。